# Anne Jardin
Anne Jardin, née le 26 juillet 1959 à Montréal, est une nageuse canadienne.

## Carrière
Anne Jardin participe aux Jeux olympiques d'été de 1976 à Montréal et remporte les deux médailles de bronze dans les épreuves du 4 × 100 m nage libre et du 4 × 100 m 4 nages.